# DBU Pokalen finalen 2016-17
DBU Pokalen finalen 2016-17 var den 63. finale i DBU Pokalen. Den fandt sted den 25. maj 2017 i Telia Parken i København. Finalen var mellem rivalerne FC København og Brøndby. FC København vandt kampen 3-1 og vandt deres 8. titel.
Vinderen skulle have trådt ind i 2. kvalifikationsrunde i UEFA Europa League 2017-18. Men da både FC København og Brøndby var kvalificerede til en europæisk turnering via den hjemlige liga. Dette betød, at 2. pladsen i Superligaen 2016-17 trådte ind i 2. kvalifikationsrunde i Europa League 2017-18, hvilket i dette tilfælde var Brøndby.
Finalen var en gentagelse af DBU Pokalfinalen 1998. Kampen blev sendt direkte på TV af TV3+.

## Vejen til finalen

### FC København
| Runde                                               | Modstander        | Resultat |
| --------------------------------------------------- | ----------------- | -------- |
| 3.                                                  | Jammerbugt FC (N) | 6-1      |
| 4.                                                  | B93 (H)           | 3-0      |
| KF                                                  | AGF (H)           | 2-1      |
| SF                                                  | Vendsyssel FF (U) | 2-0      |
| (H) = Hjemmebane; (U) = Udebane; (N) = Neutral bane |                   |          |

Da FC København sluttede blandt de fire øverste i Superligaen 2015-16 trådte de ind i 3. runde. Her skulle de møde Jammerbugt FC fra 2. division. Kampen blev rykket til Nordjyske Arena i Aalborg, og her vandt FC København 6-1. Målene blev scoret af Aboubakar Keita, Rasmus Falk, Mads Rasmussen, Julian Kristoffersen og Nicklas Røjkjær, hvor sidstnævnte scorede to gange.
I 4. runde gjaldt det B93 fra 2. division. Her blev kampen rykket til FC Københavns hjemmebane Telia Parken, hvor FC København vandt 3-0. Her scorede Kasper Kusk to mål og Julian Kristoffersen et enkelt.
I kvartfinalen skulle FC København op imod AGF fra Superligaen. Kampen blev spillet i Telia Parken, hvor FC København vandt 2-1 takket være mål af Andrija Pavlovic og Ludwig Augustinsson.
I semifinalen var modstanderen Vendsyssel FF fra 1. division. Kampen blev spillet på Bredbånd Nord Arena i Hjørring. Her spillede FC København sig i finalen med en 2-0 sejr, hvor målene blev scoret af Jan Gregus og Kasper Kusk.

### Brøndby
| Runde                           | Modstander         | Resultat     |
| ------------------------------- | ------------------ | ------------ |
| 3.                              | Frem (U)           | 2-1          |
| 4.                              | Marienlyst (H)     | 4-1          |
| KF                              | Randers FC (U)     | 4-2 (e.f.s.) |
| SF                              | FC Midtjylland (U) | 2-1          |
| (H) = Hjemmebane; (U) = Udebane |                    |              |

Brøndby sluttede ligesom FCK blandt de fire øverste i Superligaen 2015-16, og trådte derfor også ind i 3. runde. Her skulle de møde Frem fra 2. division. Kampen blev spillet i Valby Idrætspark, og her vandt Brøndby 2-1. Målene blev scoret af Christian 'Greko' Jakobsen og Teemu Pukki.
I 4. runde gjaldt det Marienlyst fra 2. division. Her blev kampen rykket til Brøndbys hjemmebane Brøndby Stadion, hvor Brøndby vandt 4-1. Her stod Rodolph Austin, Svenn Crone, Kamil Wilczek og Zsolt Kalmar for målene.
I kvartfinalen skulle Brøndby op imod Randers FC fra Superligaen. Kampen blev spillet på BioNutria Park i Randers, hvor Brøndby vandt 4-2, efter forlænget spilletid, takket være mål af Kamil Wilczek, Hany Mukhtar, der scorede to mål, og Zsolt Kalmar.
I semifinalen var modstanderen FC Midtjylland fra Superligaen. Kampen blev spillet på MCH Arena i Herning. Her spillede Brøndby sig i finalen med en 2-1 sejr, hvor målene blev scoret af Teemu Pukki og Christian Nørgaard.

## Kampen

### Referat
I en højlydt og festklædt ramme fik kampen en meget intens åbning, hvor der var masser af dueller og gode fremadrettede intentioner fra begge hold. Det lykkedes for Brøndbys Kamil Wilczek at få bolden i mål, men målet blev annulleret pga. offside. Men der var muligheder til begge hold i 1. halvleg, der dog sluttede målløst.
I 2. halvleg skulle der blot gå fem minutter før der kom mål. Andreas Cornelius bragte FC København foran 1-0. Ti minutter senere bragte Teemu Pukki balance i regnskabet, da han var først over en returbold og fik udlignet. Men på 2-3 minutter fik FC København scoret to gange. Først ved Federico Santander og derefter ved Andreas Cornelius, der dermed blev dobbelt målscorer i kampen.

### Detaljer
| 25. maj 2017 17:00 |

| FC København (1)                   | 3 - 1     | Brøndby (1) |
| ---------------------------------- | --------- | ----------- |
| Cornelius 51', 85' · Santander 83' | Kampfakta | Pukki 61' · |

| Telia Parken, København Tilskuere: 32.140 Dommer: Jens Maae |